# Zhang Ziyu
Zhang Ziyu (1 de mayo de 2007) es una jugadora de baloncesto de China. Es conocida por su altura; las fuentes varían de 220 a 226 centímetros (7' 23/5" a 7' 5"). Fue nombrada la jugadora más valiosa de la Copa Asia Femenina Sub-18 FIBA 2024.

## Primeros años de vida
Zhang nació el 1 de mayo de 2007 y creció en la provincia de Shandong en China. Sus padres eran jugadores de baloncesto y comenzaron a enseñarle este deporte cuando ella tenía cinco años. En primer grado, se informó que tenía una altura de 5 pies 2 pulgadas (1,6 m) y en sexto grado, se informó que tenía 6 pies 9 pulgadas (2,1 m), según el Global Times.
Zhang asistió a la escuela primaria Wenhua East Road en Jinan, a la escuela secundaria en la escuela secundaria de la Universidad de Tsinghua en Beijing y más tarde a la escuela de deportes de Jinan, y a la escuela secundaria en la escuela secundaria experimental de Shandong en Jinan. Cuando tenía 14 años, compitió en el torneo de la Liga Nacional de Baloncesto U15 y ayudó a su equipo a ganar la final. Con una altura de 7 pies 5 pulgadas (2,3 m) reportada en el torneo, se volvió viral tras registrar 42 puntos, 25 rebotes y seis tapones en la final, destacándose por "superar a sus oponentes". Recibió comparaciones con la estrella china de la NBA , Yao Ming.
En 2022, Zhang anotó 62 puntos y 13 rebotes en el campeonato nacional sub-15 y tres semanas después anotó 68 puntos y 24 rebotes en los campeonatos provinciales. Fue la jugadora estrella de Shandong en el campeonato nacional sub-17 de 2023, anotando 30 puntos y 21 rebotes en 26 minutos para ayudar al equipo a ganar la final.

## Carrera internacional
Zhang fue seleccionada para el equipo de China en la Copa Asia Femenina Sub-18 FIBA 2024. Según FIBA, medía 220 centímetros (7' 23/5") en el torneo, aunque algunas fuentes han informado que mide 224 centímetros (7' 41/5") o 226 centímetros (7' 5"). En su debut con el equipo de China, jugando contra Indonesia, salió de la banca y jugó 13 minutos, mientras anotó 19 puntos y acertó 9 de 9 en la victoria por 109-50. En el siguiente partido contra Nueva Zelanda, registró 36 puntos, 13 rebotes y cuatro tapones, acertando el 80% de sus tiros. Siguió con 44 puntos contra Japón, rompiendo el récord de todos los tiempos del torneo, además de capturar 14 rebotes. En la final, contra Australia, anotó 42 puntos y 14 rebotes y ayudó a China a terminar subcampeona. Fue nombrada All-Star del torneo y la jugadora más valiosa del torneo, con un promedio de 35 puntos y 12,8 rebotes por partido; Su altura y juego durante la competencia se volvieron virales y recibieron atención internacional.